# Дніпровська дивізія
Дніпро́вська дивізія — дводивізійне військове з'єднання Армії Української Народної Республіки, утворене на початку 1918 отаманами Д. Зеленим та М. Данченком. Діяла на території сучасної Київської області в районі села Трипілля та міст Васильків, Біла Церква, Фастів. Від 3 грудня 1918 входила до Осадного корпусу Січових стрільців, складалася з 4-х полків (4000 вояків).
У січні 1919 під впливом більшовицької пропаганди штаб дивізії відмовився виконати наказ про передислокацію в Галичину і заявив про визнання радянської влади. На придушення заколоту з Києва прибув загін Січових стрільців сотника Осипа Думіна. 22 січня 1919 у бою під Обуховом заколотники зазнали поразки, склали зброю і Дніпровську дивізію було розформовано.
В лютому 1919 у районі Трипілля-Ржищів з бійців колишньої дивізії отаман Данило Зелений сформував загони, які спочатку підпорядковувалися більшовицькому командуванню, а згодом брали участь в антибільшовицьких селянських повстаннях.

## Військовики дивізії
- Карпєкін Михайло Олексійович — сотник 3-го полку